# Podhorní Újezd a Vojice
Podhorní Újezd a Vojice là một làng thuộc huyện Jičín, vùng Královéhradecký, Cộng hòa Séc.